# Jimmy Davies
Jimmy Davies (Glendale, Californië, 8 augustus 1929 – Chicago, Illinois, 11 juni 1966) was een Amerikaans Formule 1-coureur. Hij reed 5 races; de Indianapolis 500 van 1950, 1951 en 1953 t/m 1955. Hij was de jongste raceleider van minstens 1 ronde bij de Indianapolis 500 van 1951 met 21 jaar en 285 dagen. Dit record bleef staan totdat Fernando Alonso het bij de Grand Prix van Maleisië van 2003 verbeterde met 21 jaar en 237 dagen. Ondertussen doken ook al Sebastian Vettel, Max Verstappen en Robert Kubica eronder.